# Carl Robert Fahlcrantz
Carl Robert Fahlcrantz, född 20 februari 1778 på Skarpö i Värmdö socken, död 16 april 1833 i Stockholm, var en svensk teckningslärare, konstnär, skulptör och konduktör vid Överintendentsämbetet.
Han var son till krigskommissarien Johan Fahlcrantz och Anna Margareta Blixenstråhle. Fahlcrantz studerade från 1792 vid Konstakademien i Stockholm där han tilldelades ett flertal belöningar 1795–1800. Han medverkade ett flertal gånger i Konstakademiens utställningar 1795–1811 och han blev agré vid akademien 1803. Han utförde porträtt av prinsarna Karl August och Karl Johan i punktgravyr och senare omarbetade han dessa till kopparstick. Som miniatyrmålare utförde han kopior efter andra mästares verk bland annat Domenico Bossi porträtt av Ulla De Geer. Fahlcrantz är representerad vid Nationalmuseum, Konstakademien och Uppsala universitetsbibliotek.